# 阿拉巴马悖论
阿拉巴马悖论（Alabama paradox）指增加议席也可能反而导致某些名单丧失议席，是一种以“相对公平”为标准的份额分配法中的悖论。:227–235

## 背景知识
最大余额方法是比例代表制投票制度下，一种议席分配的方法。
透过最大余额方法，候选人须以名单参选，每份名单的人数最多可达至相关选区内的议席数目。候选人在名单内按优先次序排列。选民投票给一份名单，而不是个别候选人。投票结束後，把有效选票除以数额（见下）。一份名单每取得数额1倍的票数，便能获分配一个议席。每份名单的候选人按原先订立的顺序当选。
如此类推、将议席分配至每份名单的余额，均比数额为低的时候，则从最大余额者顺序分配余下议席；最大余额方法因而得名。 

## 数额
最常用的最大余额方法，分别使用3种数额：
- 黑尔数额（Hare quota）：将总有效票数除以议席数目。名称源自英国大律师托马斯·黑尔。在各种数额之中，黑尔数额是历史最悠久、计算最简易、使用最广泛的方法，这是现时中華民國立法院不分区议席，以及非洲西南部国家纳米比亚的议会所使用的分配方法。19世纪，美国国会也曾采用这种方法分配选票。
- 特罗普数额（Droop Quota）：总有效票数除以（议席数目+1）。名称源自英国数学家亨利·特罗普。南非国会使用这种方法。
- 因佩里亞利数额（Imperiali quota）：总有效票数除以（议席数目+2）。厄瓜多尔国会选举是少数采用这种数额的选举，得最大余额的名单，未必能取得剩余的议席，因为所有议席可能都被数额完整分配。

## 具体例子
假设选举投票人次100,000，分配10个议席。选举结果：
黑尔数额为张选票，即每张名单每获得10,000张选票，便能首先得到1个议席：
因此，名单C、d、e各得1席，名单己得4席。余下3席，则对比各个余额。其中名单b、e、w的余额最大，因此分别获选其余3席。
换言之，在最大余额方法之下，名单乙、丙、丁各得1席，名单戊得2席，名单己得5席。

## 利弊
以最大余额方法分配议席不算复杂，一般选民应该能够理解运作方法。使用黑尔数额的最大余额方法，并不偏重得票率较多或较少的名单，好处在於能给出中立、但同时具广泛代表性的选举结果。最大余额方法能包容少数派，有利发展多党派的议会。这种制度也令选民不能投票给个别候选人；从正面的角度看，这代表选民会改以各份参选名单的政纲为投票考虑依据，加强选举的理性基础。不过，各个政党可能会有相应的「配票策略」，例如将同党候选人分拆在不同的名单，好让候选人能通过余额数当选。

## 阿拉巴马悖论举例
6张参选名单，各张名单得票比率200:500:500:900:1500:1500，要分配25个议席：
- 通过数额分配，名单甲至己分别首先获得0、2、2、4、7、7个议席；再对比各个余额，名单甲、乙、丙分别再各得1席。
- 不过，如果将分配议席数量增加至26个：
- 通过数额分配，名单甲至己分别首先获得1、2、2、4、7、7个议席；但对比各个余额，之前未能增加议席的名单丁、戊、己，分别再各得1席；反而甲、乙、丙则未能通过最大余额分配而获得议席。

## 外部連結
- The Constitution and Paradoxes （页面存档备份，存于）
  - Alabama Paradox （页面存档备份，存于）
  - New States Paradox （页面存档备份，存于）
  - Population Paradox （页面存档备份，存于）
- Apportionment: Balinski and Young's Contribution （页面存档备份，存于）